# Un Blodymary (singolo)
Un Blodymary è una canzone del gruppo musicale pop spagnolo Las Ketchup, scritta da Francisco Manuel Ruiz Gomez e prodotta da Manuel Ruiz, con la quale il gruppo ha partecipato all'Eurovision Song Contest 2006 come rappresentanti della Spagna classificandosi al 21° posto su 24 paesi partecipanti.
La canzone è stata pubblicata il 19 maggio come singolo dall'etichetta discografica Warner Music, unico estratto dall'omonimo album uscito contemporaneamente, Un Blodymary, che ottenne un pessimo successo di vendite. 
Tuttavia, il singolo ha toccato le classifiche di vari paesi europei entrando in top10 in Finlandia, Spagna e Ungheria.

## Tracce
CD-Maxi (Sheketown 2564633422 (Warner) / EAN 0825646334223)
1. Un Blodymary - 3:04
2. Un Blodymary (Blodymary houseton Mix Radio Edit) - 3:57
3. Un Blodymary (Blodymary Houseton Mix) - 6:26
4. Un Blodymary (Blodymary Club Mix) - 3:05
5. Un Blodymary (Ketchini Drive Remix) - 3:20
6. Un Blodymary (Blody Villar Mix) - 3:40

## Classifiche
| Classifica (2006) | Posizione massima |
| ----------------- | ----------------- |
| Finlandia         | 8                 |
| Italia            | 32                |
| Spagna            | 7                 |
| Svezia            | 38                |
| Svizzera          | 82                |
| Ungheria          | 10                |